# Nucet (Bihor)
Pour les articles homonymes, voir Nucet.
Nucet (Diófás en hongrois, Johannisberg en allemand) est une ville roumaine du județ de Bihor, en Transylvanie, dans la région historique de la Crișana et dans la région de développement Nord-Ouest.

## Géographie
La ville de Nucet est située dans le sud-est du județ, dans les Monts Apuseni, à la limite avec le județ d'Alba, à 35 km au sud-est de Beiuș et à 94 km au sud-est d'Oradea, le chef-lieu du județ.
La municipalité est composée des trois villages suivants (population en 2002) :
- Băița (598) ;
- Băița-Plai (99) ;
- Nucet (1 702), siège de la commune.

## Histoire
La première mention écrite de la ville de Nucet (qui veut dire noisettes en français) date de 1956. Cependant, le village de Băița existait dès le XIIIe siècle sous le nom de Văii Băița.
La commune, qui appartenait au royaume de Hongrie, en a suivi l'histoire. Au XVIIe siècle, des colons allemands s'installent dans la région pour exploiter des mines de cuivre et de fer.
Après le compromis de 1867 entre Autrichiens et Hongrois de l'empire d'Autriche, la principauté de Transylvanie disparaît et, en 1876, le royaume de Hongrie est partagé en comitats. Nucet intègre le comitat de Bihar (Bihar vármegye).
À la fin de la Première Guerre mondiale, l'Empire austro-hongrois disparaît et la commune rejoint la Grande Roumanie au traité de Trianon. Elle intègre alors le județ de Bihor.
En 1940, à la suite du deuxième arbitrage de Vienne, elle fait partie des territoires restés roumains, contrairement à la plus grande partie du județ.
La découverte, au début des années 1950, d'un gisement d'uranium, entraîne la création d'une ville nouvelle, Nucet, qui compte rapidement presque 10 000 habitants. Le minerai extrait, est expédié en URSS.
La fermeture de la mine dépeuple la ville.

## Politique
| Période                                  | Période  | Identité            | Étiquette | Qualité |
| ---------------------------------------- | -------- | ------------------- | --------- | ------- |
| Les données manquantes sont à compléter. |          |                     |           |         |
| 1998                                     | 2012     | Costel-Nelu Sîrghie |           | Intérim |
| 2012                                     | En cours | Mircea Tuduce       | PSD       |         |

| Parti | Parti                                      | Sièges |
| ----- | ------------------------------------------ | ------ |
|       | Parti social-démocrate (PSD)               | 5      |
|       | Parti national libéral (PNL)               | 4      |
|       | Alliance des libéraux et démocrates (ALDE) | 1      |
|       | Union démocrate magyare de Roumanie (UDMR) | 1      |

## Religions
En 2002, la composition religieuse de la commune était la suivante :
- Chrétiens orthodoxes, 86,24 % ;
- Pentecôtistes, 5,23 % ;
- Grecs-Catholiques, 3,70 % ;
- Catholiques romains, 2,16 % ;
- Réformés, 1,70 %.

## Démographie
En 1910, à l'époque austro-hongroise, la commune comptait 551 Roumains (79,97 %), 114 Hongrois (16,55 %) et 23 Allemands (3,34 %).
En 1930, on dénombrait 702 Roumains (90,12 %), 63 Hongrois (8,09 %) et 12 Allemands (1,54 %).
En 1956, après la Seconde Guerre mondiale, 8 766 Roumains (88,73 %) côtoyaient 928 Hongrois (9,39 %), 40 Allemands (0,40 %), 27 Ukrainiens (0,27 %) et 14 Juifs (0,14 %).
En 2002, la commune comptait 2 275 Roumains (94,83 %), 66 Hongrois (2,75 %), 44 Roms (1,83 %) et 8 Allemands (0,33 %). On comptait à cette date 670 ménages et 743 logements.
| 1880 | 1890 | 1900 | 1910 | 1920 | 1930 | 1941 | 1956  | 1966  |
| ---- | ---- | ---- | ---- | ---- | ---- | ---- | ----- | ----- |
| 807  | 785  | 902  | 689  | 644  | 779  | 772  | 9 879 | 2 768 |

| 1977  | 1992  | 2002  | 2007  | - | - | - | - | - |
| ----- | ----- | ----- | ----- | - | - | - | - | - |
| 2 345 | 2 531 | 2 399 | 2 477 | - | - | - | - | - |

## Économie
De nos jours, l'économie de la commune repose sur l'exploitation des forêts. la commune possède un gros potentiel touristique, du fait de sa situation dans les Monts Apuseni.

## Communications

### Routes
Nucet est située sur la route nationale DN75 qui unit la nationale DN76 Oradea-Deva à proximité de Ștei avec Turda par le col de Vârtop à 1 160 m d'altitude.

## Lieux et monuments
- Băița, église catholique romaine Ste Marie datant de 1780[6] ;
- Vârtop, station de vacances.